# آندژی نیمیرسکی
آندژی نیمیرسکی (لهستانی: Andrzej Niemirski؛ ‏ زادهٔ ۱۹ اکتبر ۱۹۶۲) بازیگر اهل لهستان است.

## گزیدهٔ نقش‌آفرینی‌ها
- کورنْ‌بلومن‌بلائو
- داستان زنان
- حوزه استحفاظی ۱۳
- حوزه استحفاظی ۱۳، قسمت دوم
- پاپ ژان پل دوم
- عشق اول
- در خیابان سپولنی
- رنگ‌های خوشبختی
- خانه
- صفر-هفت، به‌گوشم
- زندگی برای زندگی: ماکسیمیلیان کلبه
- طایفه
- سال‌های شیرین
- در خوشی و سختی
- ورای تخت جراحی
- شمش‌سازان
- قانون حقیقی
- هتل ۵۲
- کمیسر آلکس
- پدر متیو
- رازداری حرفه‌ای